# Адам Джонсон (письменник)
Адам Джонсон (англ. Adam Johnson) — американський письменник та викладач. Лауреат Пулітцерівської премії 2013 року за роман «Син начальника сиріт» (2012). Викладає креативне письмо в Стенфордському університеті.

## Біографія
Адам Джонсон народися 12 липня 1967 року в Південній Дакоті, США. Своє дитинство провів в Аризоні. 1992 року отримав диплом бакалавра з журналістики в Університеті штату Аризона; 1996 року отримав ступінь магістра в МакНізькому університеті штату Луїзіана, де навчався мистецтву письма; а 2000 року отримав ступінь PhD з англійської мови в Університеті штату Флорида. Нині займається письменницькою діяльністю та викладає креативне письмо в Стенфордському університеті. Засновник проекту «Стенфордський графічний роман». Журнал «Плейбой» назвав його «одним із найважливіших та найтворчіших американських професорів університету».
Автор роману «Син начальника сиріт» (2012), що його критикиня газети «Нью-Йорк Таймс» Мітіко Какутані назвала «сміливим та дивовижним романом, романом, який не тільки відчиняє страхітливе вікно до таємничого світу Північної Кореї, але й віднаходить справжнє значення любові та жертовності». Ще один його роман — «Ми — паразити» (2003) — розповідає про антрополога Генка Ганна, який здійснив розкопли на кловіському могильнику та ненароком запустив процес апокаліпсису. Джонсон також є майстром короткого оповідання, зокрема видав дві збірки своїх оповідок — «Емпорій» (2002) та «Усмішки долі» (2015).
Лауреат багатьох літературних премій. Найпрестижніша з них — Пулітцерівська премія за художню книгу (2013).

## Твори

### Романи
- Parasites Like Us (2003) — «Ми — паразити»;
- The Orphan Master's Son (2012) — «Син начальника сиріт».

### Збірки коротких оповідань
- Emporium (2002) — «Емпорій»:
  - «Cliff Gods of Acapulco» — «Боги скали в Акапулько»;
  - «The History of Cancer» — «Історія раку»;
  - «The Canadanaut» — «Канаданавт»;
  - «Your Own Backyard» — «Твій власний задній двір»;
  - «The Death-Dealing Cassini Satellite» — «Супутник Кассіні, що розслідує смерть»;
  - «Teen Sniper» — «Снайпер-підліток»
  - «Trauma Plate» [Архівовано 5 жовтня 2015 у Wayback Machine.] — «Пластина бронежилету»;
  - «The Jughead of Berlin» — «Бовдур з Берліна»
  - «The Eighth Sea» — «Восьме море»

- Fortune Smiles (2015) — «Усмішки долі»:
  - «Nirvana» — «Нірвана»;
  - «Dark Meadow» — «Темна долина»;
  - «Interesting Facts» — «Цікаві факти»;
  - «Hurricanes Anonymous» — «Урагани»;
  - «George Orwell Was a Friend of Mine» — «Джордж Орвел — мій друг»;
  - «Fortune Smiles» — «Усмішка долі».

## Переклади українською
- Адам Джонсон. Син начальника сиріт. — Харків : КСД, 2016. — 592 p. — ISBN 978-617-12-0502-4.
- Адам Джонсон. Усмішки долі. Оповідання. — Київ : Наш формат, 2017. — 224 p. — ISBN 9786177388127.